# یحیی بن سعید الحرشی
یحیی بن سعید الحرشی (عربی: يحيى بن سعيد الحرشي) فرمانروای مصر در دوران خلافت عباسی بود.